# Ribeirão Brioso
O ribeirão Brioso é um corpo d’água situado no município de Três Lagoas, no leste do estado de Mato Grosso do Sul, Brasil.